# Gyermekvasút (Budapest)
A Széchenyi-hegyi Gyermekvasút, azaz a 7-es számú vasútvonal keskeny nyomtávú vasút, Budapest egyik közlekedési látványossága a főváros II. és XII. kerületében. Érdekessége, hogy a szolgálatot gyermekek látják el felnőttek felügyelete mellett.
A vonal két végállomása Széchenyihegy és a 235 méterrel alacsonyabban elhelyezkedő Hűvösvölgy. A pálya 11,7 km hosszú, egyvágányú, nem villamosított, a vasútvonalon a kereskedelmi és forgalmi szolgálatokat a vonal átadása óta 10-14 éves (néha idősebb) gyermekek látják el (felnőtt felügyelettel). 2015-ben bekerült a Guinness-rekordok közé, mint a világ leghosszabb olyan vasútvonala, ahol a forgalmi és kereskedelmi szolgálatot gyermekek látják el. A végállomások közötti távot a szerelvények 20 km/h engedélyezett sebességgel átlagosan 40-45 (nyáron kb. 50) perc alatt teszik meg. Neve a tervezéskor Gyermekvasút, építésétől a rendszerváltásig Úttörővasút volt, ma pedig hivatalosan: MÁV Zrt. Széchenyi-hegyi Gyermekvasút. 1961-ben 800 ezer, 1993-ban 94 ezer, 2013-ban közel 300 ezer utast szállított.
A Kárpát-medencei Kisvasutak Napjának évadnyitó rendezvénye, a Kisvasúti napja: április második szombatja.

## A gyermekek vasúti szolgálatának pedagógiai vonatkozása
A vasút valószínűleg részben propagandacéllal épült. A gyakorlatban azonban semmivel sem volt átpolitizáltabb, mint az 1950-es és 1960-as években bármely másik gyermekintézmény.
A gyerekek ingyenes, játékos foglalkoztatása az Úttörővasút megnyitása előtt vitát váltott ki. A gyakorlati tapasztalatok cáfolták az ellenvetéseket. Az elmúlt több mint hét évtized bebizonyította, hogy a gyermekvasutas közösség és a játékos formában teljesített szolgálatok hasznosak, és szinte összehasonlíthatatlanok bármilyen fiatal- és felnőttkori tapasztalatszerzéssel.

## Története

### Az Úttörővasút építése
1947-ben az állam akkori vezetősége a MÁV üzemeltetésével egy olyan vasút létrehozása mellett döntött, amelyen a szolgálatot gyermekek látják el.  A vonal építésekor a Gyermekvasút és Úttörővasút elnevezéseket vegyesen használták, de ekkorra már eldőlt: a vasutat úttörők fogják működtetni. A Gyermekvasút építésére több egyéb helyszín (például a Gödöllői Királyi Kastély környezete, Margit-sziget, Népliget) is szóba került. A Magyar Kommunista Párt Központi Bizottsága végül a budai hegyek mellett döntött 1948 februárjában, mert ugyancsak döntés született a Csillebérc környékén létesítendő úttörőtáborról. Ennek megközelítésére építették a vasutat. (Akkoriban még nem volt errefelé kiépített burkolt közút és 1957-ig buszjárat sem).
A kisvasút építése 1948. április 11-én kezdődött. A költségtakarékosság miatt három ütemben készült el. A munkálatokat a Széchenyi-hegy kopár tetején, az 1911-ben megnyílt golfpálya helyén kezdték. (Erről kapta nevét a Fogaskerekű vasút felső végállomásától a Gyermekvasúthoz átvezető Golfpálya utca, aminek két oldalán a Rege parkban később erdei játszótereket alakítottak ki.) A rohamtempóban épülő, keskeny nyomközű, azaz 760 mm-es nyomtávú vasútvonalat önkéntesek, egyetemisták készítették el. Az ifjúsági brigádok vágták ki az erdőt és fektették le a pályát. Az első, azóta is álló egy vágányos mozdonyszín a Széchenyi-hegyi végállomáson épült, ahová a járműveket a Fogaskerekű vasúton, pőrekocsikon szállították fel. (Mellette a két tárolóvágányt már 1949-ben meg kellett hosszabbítani az Ordas úti átjáróig.) Az építés hőstetteiről a Népszava kiadója 1948-ban még egy ifjúsági regényt is megjelentetett.
A vasútépítéssel párhuzamosan a MÁV szakoktatói az első pajtásokat felkészítették a vasútüzem, a forgalom irányításának szabályaira. Így a vasútvonal megnyitásának napján az első utasokat már vasutas egyenruhába öltözött úttörők fogadhatták. Az első, 3 km-es szakaszt 1948. július 31-én nagyszabású ünnepség keretében adták át. Ez az akkori Előre állomásig tartott. (Mai neve: Virágvölgy.) A napilapok, a Magyar Rádió és a filmhíradó (akkor még csak az volt) a helyszínről tudósított. A kommunista hatalomátvétel fontos propaganda momentuma volt a szegény munkások felé a gyermekeknek épített kisvasút és a hozzá tartozó szabadidős tábor átadása. (Ekkor egyesítették a Magyar Úttörők Szövetségét a cserkészmozgalommal. Az egyesülést elutasító cserkészcsapatokat megszüntették. 1948. szeptemberétől minden általános iskolában úttörőcsapatokat kellett alapítani.) A pálya 1949. június 24-én Ságvári-liget (mai neve: Szépjuhászné), 1950. augusztus 20-án pedig a 198 méter hosszú Hárs-hegyi alagúttal együtt Hűvösvölgy állomásig készült el. A Gyermekvasutas Otthon mögött a nagyobb kapacitású hűvösvölgyi Bátori László utcai vontatási telep 1951-ben készült el. (1990-ig az Úttörővasút Üzemfőnökség nevet viselte.) Itt három vágányos járműkarbantartó csarnok épült. A korabeli ideológia szerint az Úttörővasút a szocialista nevelés egyik eszköze volt. Az Úttörővasútra úgynevezett "problémás gyerekek" nem kerülhettek. Csak jeles vagy jórendű tanulókat vettek fel, bármely tantárgyból a hármas osztályzat kizáró ok volt. Fennállásának teljes idején jellemzően mindig többszörös (az 1970-es években akár tízszeres) volt a túljelentkezés. Az Úttörővasútra bekerülni felért egy sikeres egyetemi felvételi dicsőségével.

### Képek az úttörővasúti korszakból

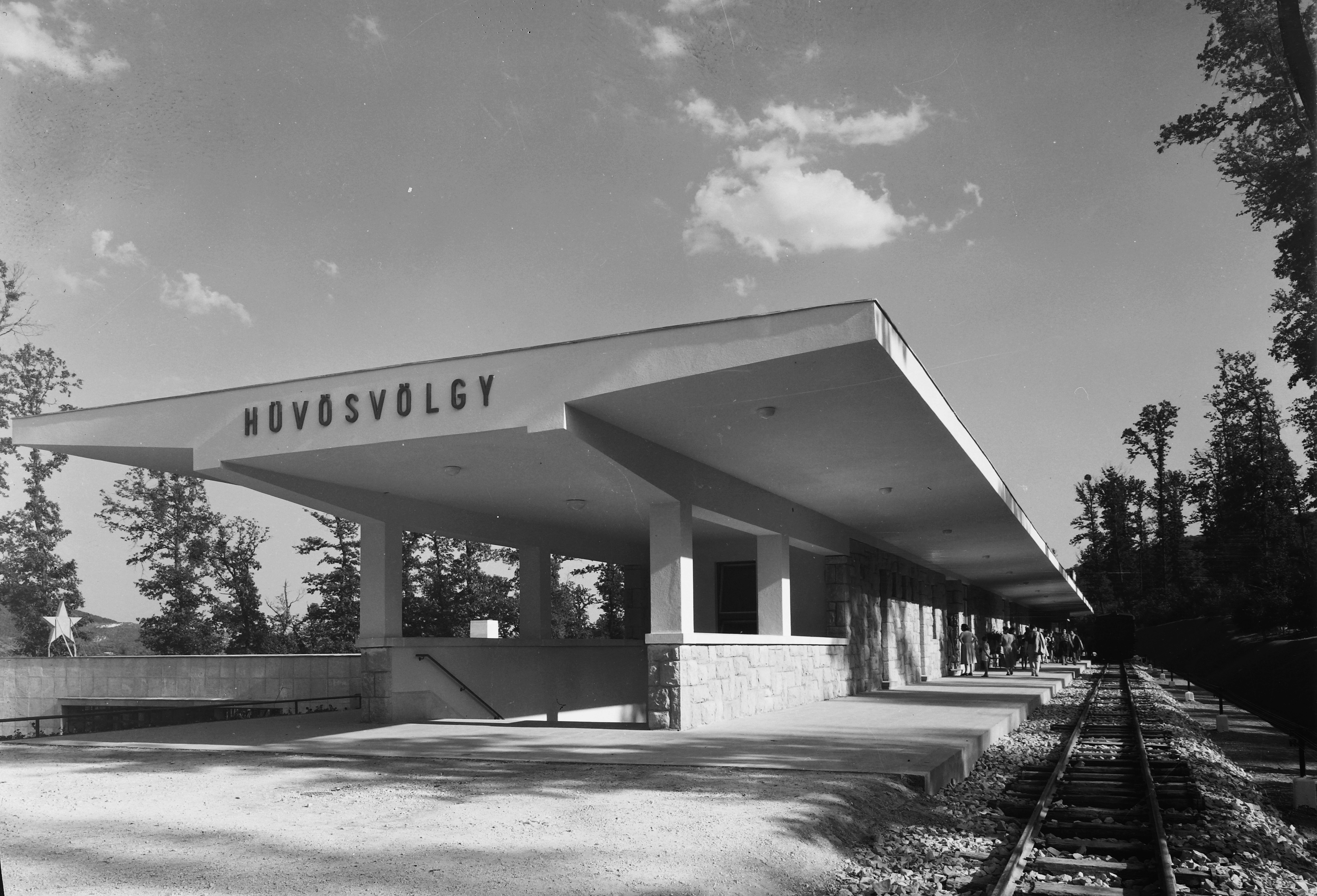
A hűvösvölgyi végállomás 1950-ben
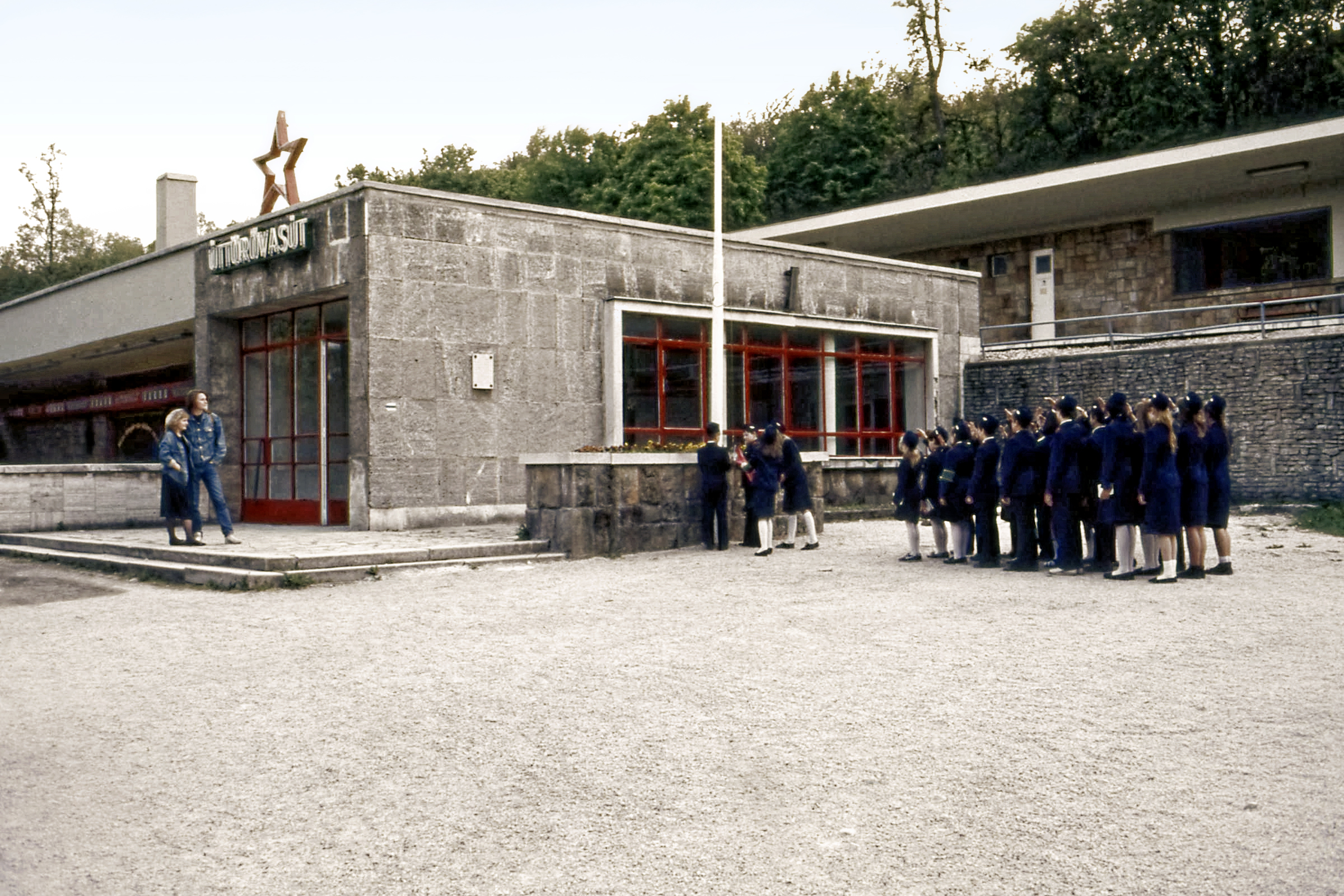
Zászlófelvonás a szolgálat kezdetén, a Hűvösvölgy állomás előtti téren 1988-ban
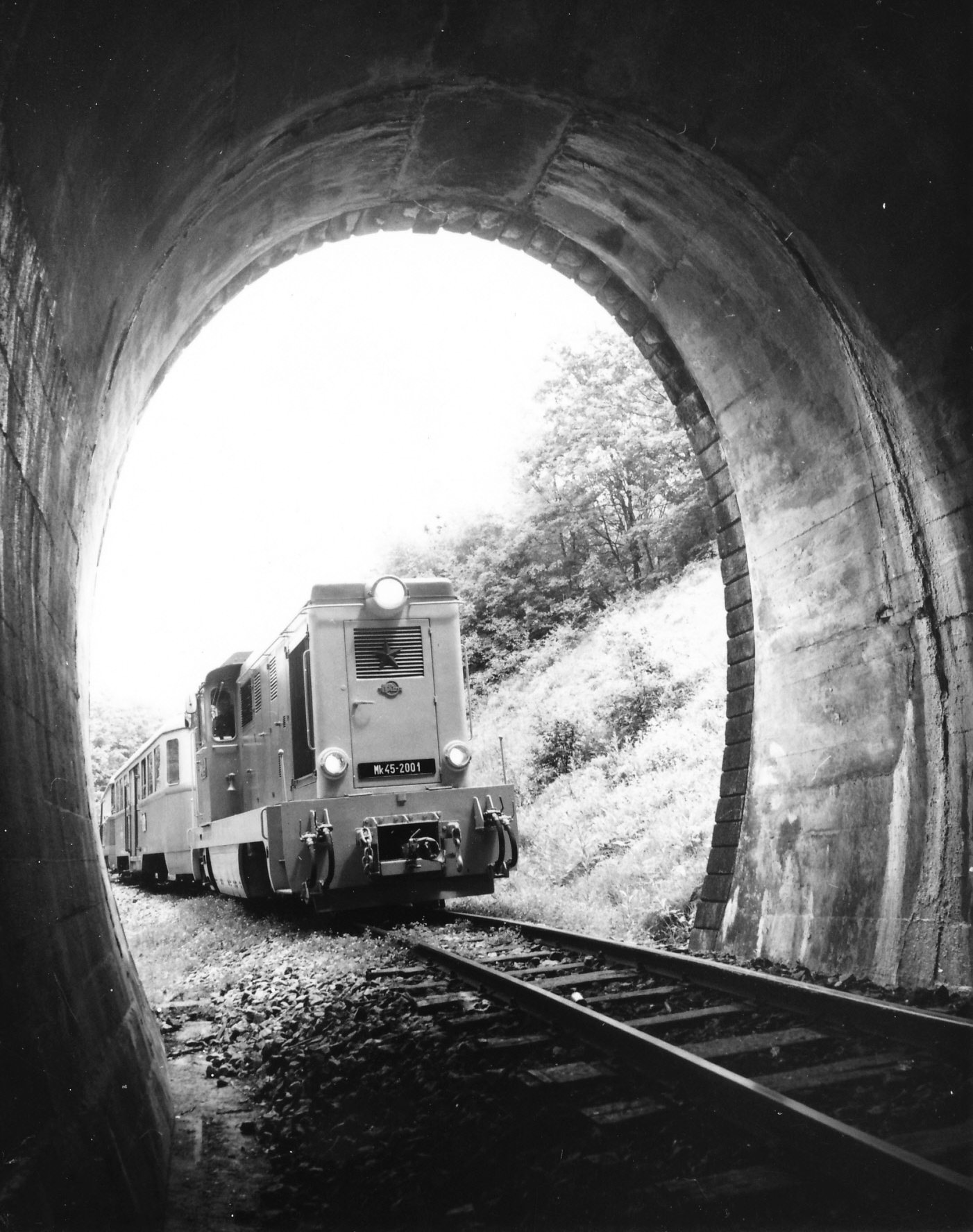
A Hárs-hegyi alagút 1973-ban
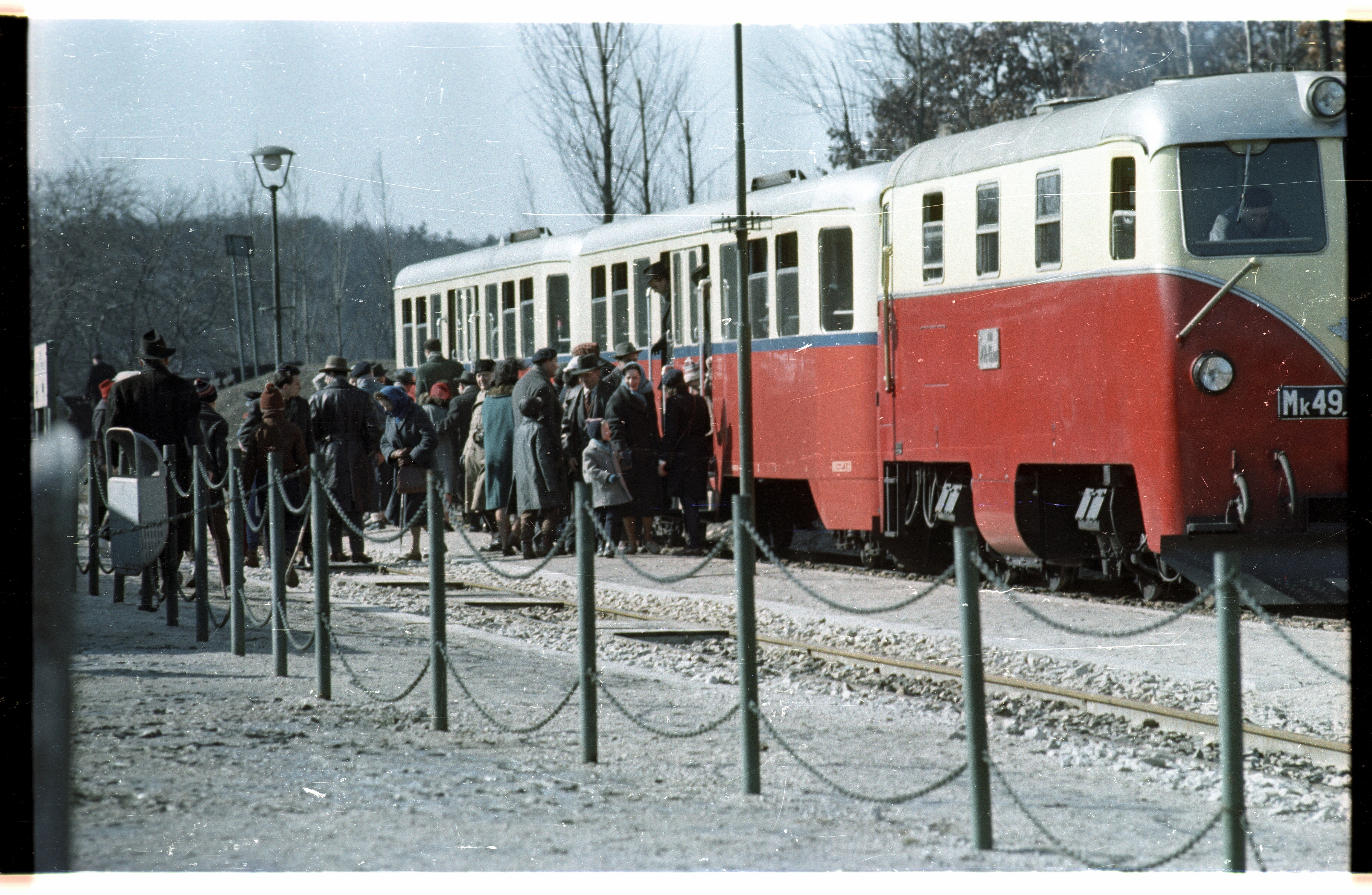
Az utasokkal zsúfolt Szépjuhászné állomás 1964-ben (korabeli nevén: Ságvári-liget)
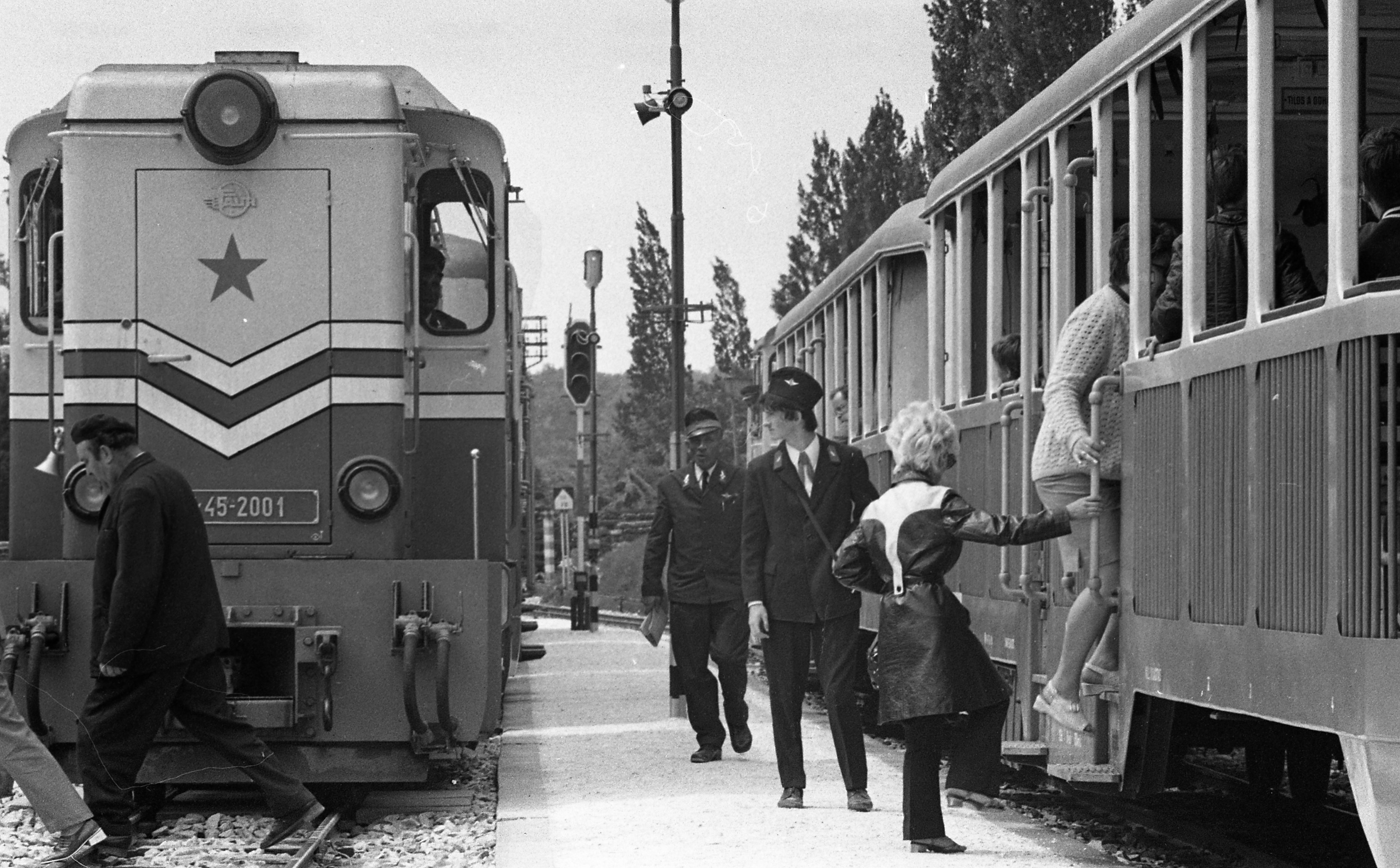
Vonatkereszt Ságvári-ligeten 1973-ban
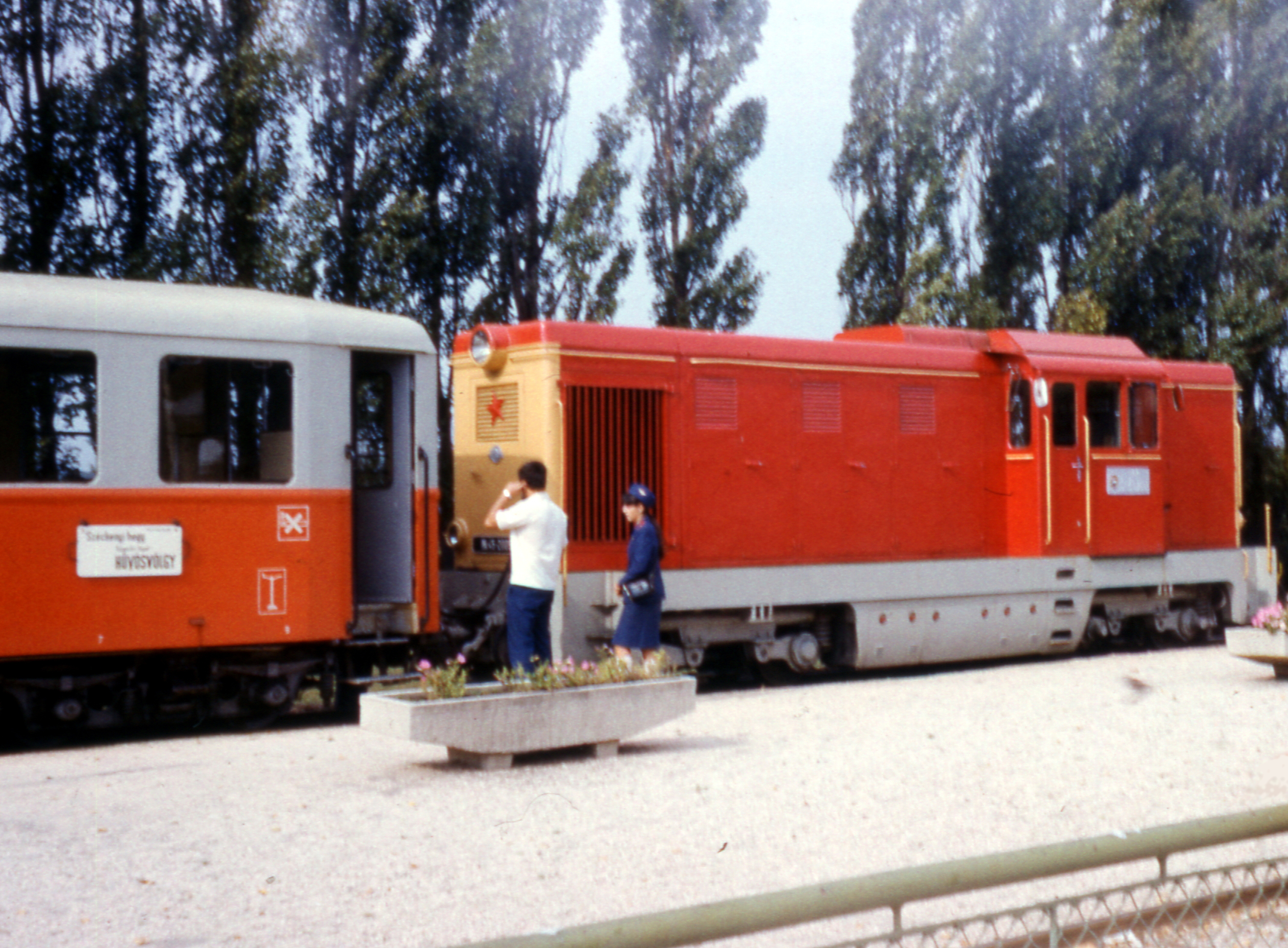
Egy Bax kocsi és egy Mk45 mozdony 1983-ban
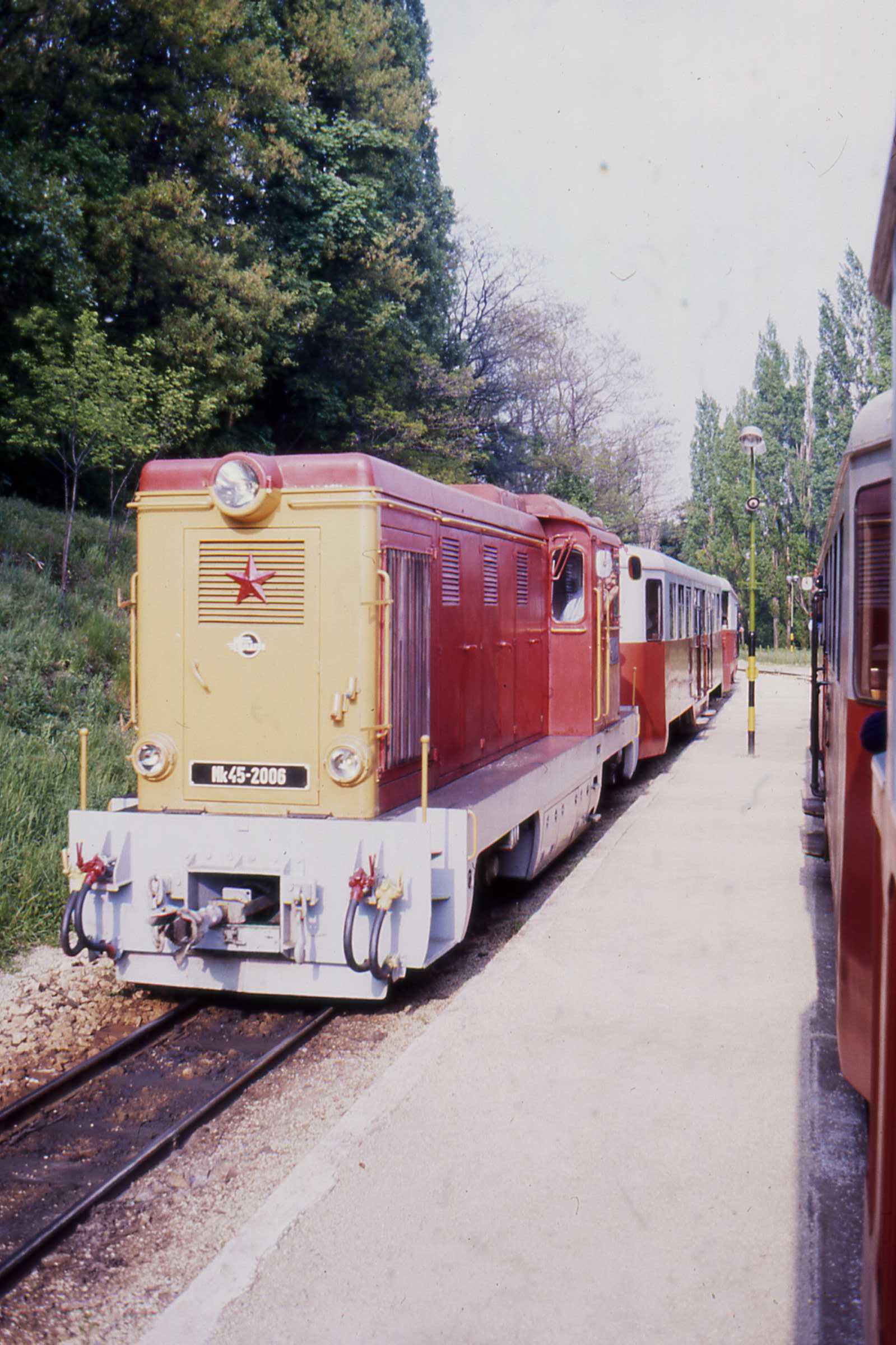
Személyvonat 1988-ban Szépjuhászné állomáson (akkori nevén Ságváriliget)

### A Gyermekvasút története
A rendszerváltás idején 1990-ben az intézmény nevét Gyermekvasútra változtatták és üzemeltetése az Úttörőszövetségtől a MÁV hatáskörébe került. 1989–1991 között a MÁV Keleti Pályafenntartási Főnökség kivitelezésében az építéskor lefektetett 23,60 kg/fm "i" rendszerű sínek helyére  a Budapest–Esztergom-vasútvonal átépítése során kinyert, használt, 48 kg/folyóméter súlyú sínszálak beépítésével történt meg a vonali pálya felújítása. 1993-ban szabályozták be. A keskeny nyomközű vasúti pálya felépítményeként a zúzottkő ágyazatra fektetett faaljakra hevederekkel egymáshoz illesztett sínszálak a korábbi nyíltlemezes, síncsavaros rögzítés helyett a MÁV-nál szabványos GEO-s alátétlemezekkel kerültek lerögzítésre. (Az illesztések adják a járművek forgóvázainak jellegzetes zakatoló hangját.) A hűvösvölgyi vontatási telep és a Széchenyi-hegyi állomás tárolóvágányainak felépítményeként maradtak a zúzottkő ágyazatra fektetett faaljakra, nyíltlemezes síncsavaros rögzítéssel leerősített, hevederekkel egymáshoz csatlakozó, a Diósgyőri Acélművekben 1950-ben és 1966-ban gyártott 34,50 kg/fm tömegű „c” jelű sínszálak. Előbbiben újabban kiegészülve a korszerű, LW jelű vasbetonaljakra fektetett 48-as sínekkel, SKL-14-es leszorítással. A kisvasúti üzemhez képest a rajta közlekedő szerelvények nagy önsúlyából adódó rendszeres tengelyterhelés és a hegyi vonalvezetés kis sugarú íveinek ellenére a 20 km/h pályasebesség miatt alacsony az igénybevétele. Bő fél évszázados koruk ellenére jó állapotban maradtak a rendszeresen karbantartott és felújított járművek mellett az 1950-es évek jellegzetesen szocreál építészeti formavilágát őrző állomások is.
1992-ben a hűvösvölgyi állomáson Gyermekvasutas Múzeum nyílt, amelyet 1998-ban bővítettek.

### Napjainkban
A Gyermekvasút változatlan népszerűségét jelzi, hogy 2012. június 23-án több mint kétszáz új iskolást avattak gyermekvasutassá a Hűvösvölgyben. Ilyen magas létszámot a vasút rendszerváltás utáni történetében nem avattak, valamikor az 1970-es években volt csupán arra példa, hogy ennyi gyermek végezte el a tanfolyamot egy év alatt.
A kisvasúton – amennyiben az aktuális szabályok lehetővé tették – a 2020-2021-es koronavírus járvány idején (nyáron és ősszel) is szolgálatot teljesítettek a gyerekek. Amikor a személyszállítás szünetelt, a gyerekeknek online rendezvényekkel készültek az ifivezetőik. A felnőtt dolgozók karbantartási és felújítási munkálatokat végeztek. A MÁV 100 millió forintból komplexen felújította és fejlesztette Hűvösvölgy állomást, valamint az előtte található fogadóparkot. Kisebb-nagyobb munkálatokat végeztek az egész vonalon. Többek között Normafa megállóhelyen is megemelték a peron magasságát, és megújult Virágvölgy állomás. Több jármű is felújításra került, és ekkor érkezett 70 év után újra a Gyermekvasútra az úgynevezett Cax kocsi is. 2021-2022 között Csillebérc állomás és biztosítóberendezése is megújul. 2022 nyarán adták át az új többszintes szállásépületet a hűvösvölgyi Gyermekvasutas Otthon területén.

## Működése
Azok az általános iskola 4., 5. vagy 6. osztályába járó gyerekek, akiknek jó a tanulmányi átlaga (jelenleg legalább 4,0), szülői és iskolai hozzájárulással jelentkezhetnek a gyermekvasutas tanfolyamra. A jelentkezésnél fontos kritérium az is, hogy a gyermekorvos egy egyszerű vizsgálat alapján a jelentkezőt alkalmasnak találja a gyermekvasutas szolgálatra.
A tanfolyam során forgalmi ismeretek, jelzési ismeretek, helyismeret, távközlő- és biztosítóberendezési ismeretek, valamint személyszállítási alap ismeretek tantárgyakat tanulnak. A tanfolyam általában hetente egy pénteki vagy szombati alkalmakból áll: péntek délutánonként négy-négy elméleti órán vesznek részt a gyerekek a belvárosban, szombatonként a Gyermekvasút területén a nap egyik felében öt elméleti órán, a másikban gyakorlaton. A gyakorlat során egy-egy állomás biztosítóberendezésének, helyiségének bemutatásából áll, ilyet Jánoshegy kivételével minden állomáson tartanak a tanfolyam ideje alatt. A tanfolyam helyismeret próbával (ahol általában Szépjuhászné állomástól Hűvösvölgy állomásig kell turistaútvonalakon eljutni a gyerekeknek) és tantárgyankénti tételhúzásos, szóbeli vizsgával zárul.
A sikeresen vizsgázott gyerekek legalább öt alkalommal tanulószolgálatot látnak el, itt idősebb gyermekvasutasokat osztanak be melléjük, és a felnőtt dolgozók is segítik a gyakorlati képzésüket. A szolgálati nap során a tanulók az adott szolgálati hely valamennyi beosztásában kipróbálhatják magukat. Nap végén a felnőtt dolgozó osztályozza a tanuló aznapi teljesítményét az iskolából is ismert osztályzatok szerint.
A további szolgálatokban a gyerekek szinte teljesen önállóan, a szokásos iskolai kötöttségek nélkül tevékenykednek. Felelősségérzetüket növeli, hogy munkájuknak tétje van: gyakorlati – és nem csupán elméleti – feladatokat kell megoldaniuk, továbbá az a tény, hogy gyermekvasutasnak lenni saját korosztályuk és a felnőttek szemében egyaránt presztízzsel bír.
A gyerekek jegyvizsgálóként, zárfékezőként, értékcikkárusként, hangosbemondóként, peronügyeletesként és pénztárosként megtanulnak az idegen utasokkal szemben viselkedni, feladatukat magabiztosan végezni, információt nyújtani, kisebb gyermekekkel, felnőttekkel egyaránt kommunikálni. Ezen felül megtanulnak pénzzel bánni, számolni, a vagyont felelősséggel kezelni. A rendelkezők, naplózók és váltókezelők a vonatok közlekedése és tolatási mozgások lebonyolítása kapcsán végzendő cselekvéssorokat, egymás munkájának irányítását (jelzők, váltók kezelését), a szomszéd állomással való kapcsolattartást, utastájékoztató berendezések működtetését, az események naplózását stb. sajátítják el. Munkájukat felnőtt (felelős) vasutas dolgozók felügyelik, segítik. Rendkívüli helyzetekben a felnőtt dolgozók veszik át az egyébként gyermekvasutasokra bízott szolgálati feladatokat. 2024-ben több mint 600 gyermekvasutas és 75 ifivezető teljesít szolgálatot.
Abból a megfontolásból, hogy a gyermekvasutasok a lehető legkülönfélébb feladatokat is megtanulják ellátni, minden szolgálatban más szolgálati helyre (állomás, vonat) osztják be őket, más-más beosztásban. Rendelkező beosztásba csak a 20. önálló szolgálattól kerülhetnek a gyerekek. A szolgálatokat az úttörőrajoknak megfelelően, I–XV.-ig számozott csoportokban 15–18 naponta látják el a gyerekek. A csoportok vezetése általában három-négy ifi (ifjúsági vezető) feladata, akik a gyerekek szakmai és pedagógiai irányítását is végzik karitatív keretek között, anyagi ellenszolgáltatás nélkül. Az ifik középiskolás és egyetemista korúak, munkájukat felnőttek ellenőrzik (szolgálatokban a nevelőtanárok, táborozáskor pedig a táborvezető, egyéb alkalmakor az adott csoport vagy esemény patrónusa).
A nyári időszakban a gyermekek öt kéthetes turnusban nyaralnak úgy, hogy a tábor ideje alatt ők látják el a szolgálatot, de jut idő pihenésre, szabadtéri, illetve játékos esti programokra, és még a tábor „ügyeletére” is.
A gyermekvasutasoknak a nyolcadik osztály elvégzése után vasúti szolgálatukat is be kell fejezniük. Számukra augusztus végén ballagást szerveznek. Ezen a napon még egyszer, utoljára egyenruhában utaznak végig a vonalon, csoporttársaik és családtagjaik kíséretében. Az iskolai ballagáshoz hasonlóan minden szolgálati helyet körbejárnak, játékokban vesznek részt, végül az intézmény vezetői elbúcsúznak tőlük.
A gyerekek számára a közös éneklések, a rendszeres foglalkozások egész életükre meghatározóak. Nagyon sok úttörő- vagy gyermekvasutas az általános iskola befejezése után is fellátogat a volt csoportjához, többeknél a pályaválasztásban is jelentős szerepe van ezeknek az éveknek. A mai MÁV kötelékében nagyon sok korábbi úttörő(gyermek)vasutas van. Éppen ezért a Gyermekvasúton évente megrendezik az ún. nosztalgianapot, amikor a tíz évnél régebben elballagottak állnak szolgálatba.

## Állomásai és megállóhelyei
Hét állomása és egy táblás megállóhelye van:
| Megállóhely   | Átszállási kapcsolatok                                                    |
| ------------- | ------------------------------------------------------------------------- |
| Széchenyihegy | 60 (fogaskerekű)                                                          |
| Normafa       | 21, 212, 212B, 221                                                        |
| Csillebérc    | 212B, 221                                                                 |
| Virágvölgy    |                                                                           |
| Jánoshegy     | Libegő                                                                    |
| Szépjuhászné  | 22, 22A, 222 781, 782, 783, 784, 785, 786, 787, 789, 791, 793, 794, 795   |
| Hárshegy      |                                                                           |
| Hűvösvölgy    | 29, 57, 63, 64, 64A, 64B, 157, 157A, 164, 164B, 257, 264 56, 56A, 59B, 61 |

A megnyitáskor Hárshegy és Ságvári-liget (ma Szépjuhászné) állomások között egy további táblás megállóhely (Kishárshegy) üzemelt. A megállóhelyet vontatási nehézségek és az alacsony utasforgalom miatt rövidesen megszüntették.
Vadaspark megállóhelyet 2004-ben építették, 2006–2016 között időszakos megállóhelyként működött. 2018-tól a vonatok csak csoportok előzetes bejelentése alapján álltak meg. A megállóhely 2022-ben megszűnt, a padokat és a táblát elvitték, de a peront meghagyták.
A jelenlegi Normafa megállóhely 1973 óta üzemel. 1948 és 1973 között egy másik megállóhely üzemelt Normafa néven, ami 400 méterrel volt közelebb Csillebérchez. Az áthelyezés egyik oka az volt, hogy a régi megálló peronja az ív külső oldalán helyezkedett el, így azt a mozdonyról vagy a vonat végéről nézve nem lehetett belátni. A másik ok pedig az volt, hogy 1972-ben az új megállóhely mellett megnyílt a Hotel Olimpia, amit 2018-ban bontottak le.

## Megközelítése
A Gyermekvasút állomásainak megközelítési lehetőségei:
- Hűvösvölgy
  - a Széll Kálmán tértől vagy a Móricz Zsigmond körtérről a 61-es és az 56A villamosokkal
  - a Budafok, Városház térről az 56-os villamossal
  - a Márton Áron térről az 59B villamossal (tanítási időszakokban hétköznap reggel)
  - Solymár, Nagykovácsi, Remetekertváros irányából az 57-es, 63-as, 64-es, 64A, 64B, 157-es, 157A, 164-es, 164B, 257-es, 264-es buszokkal
  - az Árpád híd budai hídfőjétől (a Szentlélek tértől) a II. kerületen át a 29-es busszal
- Szépjuhászné
  - a Széll Kálmán tértől vagy Budakesziről induló a 22-es, 22A, 222-es autóbusszal vagy helyközi Volánbusz-járatokkal
- Csillebérc
  - a Széll Kálmán tértől a 221-es autóbusszal (a megálló neve Csillebérc, Gyermekvasút)
  - a Boráros tértől a 212B autóbusszal
- Normafa
  - a 21-es, 212-es, 212B vagy a 221-es autóbusszal (a megálló neve Normafa, Gyermekvasút)
- Széchenyihegy
  - a Városmajortól a fogaskerekűvel (60-as jelzésű villamos)

## Látványosságok a Gyermekvasút környékén
- Bátori-barlang
- Budakeszi Vadaspark
- Budaszentlőrinci Pálos kolostor romjai
- Anna-rét
- Disznófő-forrás
- Erzsébet-kilátó
- Kaán Károly-kilátó
- Makovecz Imre-kilátó
- Kossuth-szobor[14]
- Libegő
- Magyar Szentföld-templom
- Makkosmária
- Nagyrét (Hűvösvölgy)
- Ördög-orom
- Széchenyi-emlék
- Széchenyi-hegyi adótorony
- Szent Anna kápolna
- Szent Anna rét
- Tündér-szikla

## Járművek

### Vontatójárművek
| Pályaszám                            | Kép | Gyártási év (Átépítés éve)                                                                                                  | Jelleg           | Névleges sebesség | Darabszám | Megjegyzés                                                   |
| ------------------------------------ | --- | --- | ---------------- | ----------------- | --------- | ------------------------------------------------------------ |
| Mk45 2001-2006                       |     | Gyártás: 1973 Felújítás: 2010–2020 között                                                                                   | Dízelmozdony     | 40 km/h           | 6         |                                                              |
| ABamot 2                             |     | Gyártás: 1929 Felújítás: 2020                                                                                               | Dízel motorkocsi | 30 km/h           | 1         | Lillafüredről vásárolva                                      |
| 490,039 és 490,056                   |     | Gyártás: 1942, 1950 Felújítás: 2005-2007 (490,039), 2019 (490,056)                                                          | Gőzmozdony       | 35 km/h           | 2         |                                                              |
| C–50 303 (korábban C50 3703) és 3788 |     | Gyártás: 1952 Felújítás: 2011 (3703) és 2023 (3788)                                                                         | Dízelmozdony     | 30 km/h           | 2         |                                                              |
| Mk49 2006                            |     | Gyártás: 1961 Felújítás – 2022                                                                                              | Dízelmozdony     | 50 km/h           | 1         |                                                              |
| Mk48 2024 és 2030                    |     | Gyártás – 1961 Felújítás – 2022 (2030) (Az Mk48 2024 a MÁV Személyszállítási Zrt. tulajdona, átépítve elektromos hajtásúra) | Dízelmozdony     | 40 km/h           | 2         | Kecskeméti kisvasútról, Nyírvidéki kisvasútról ? átszállítva |

### Személykocsik

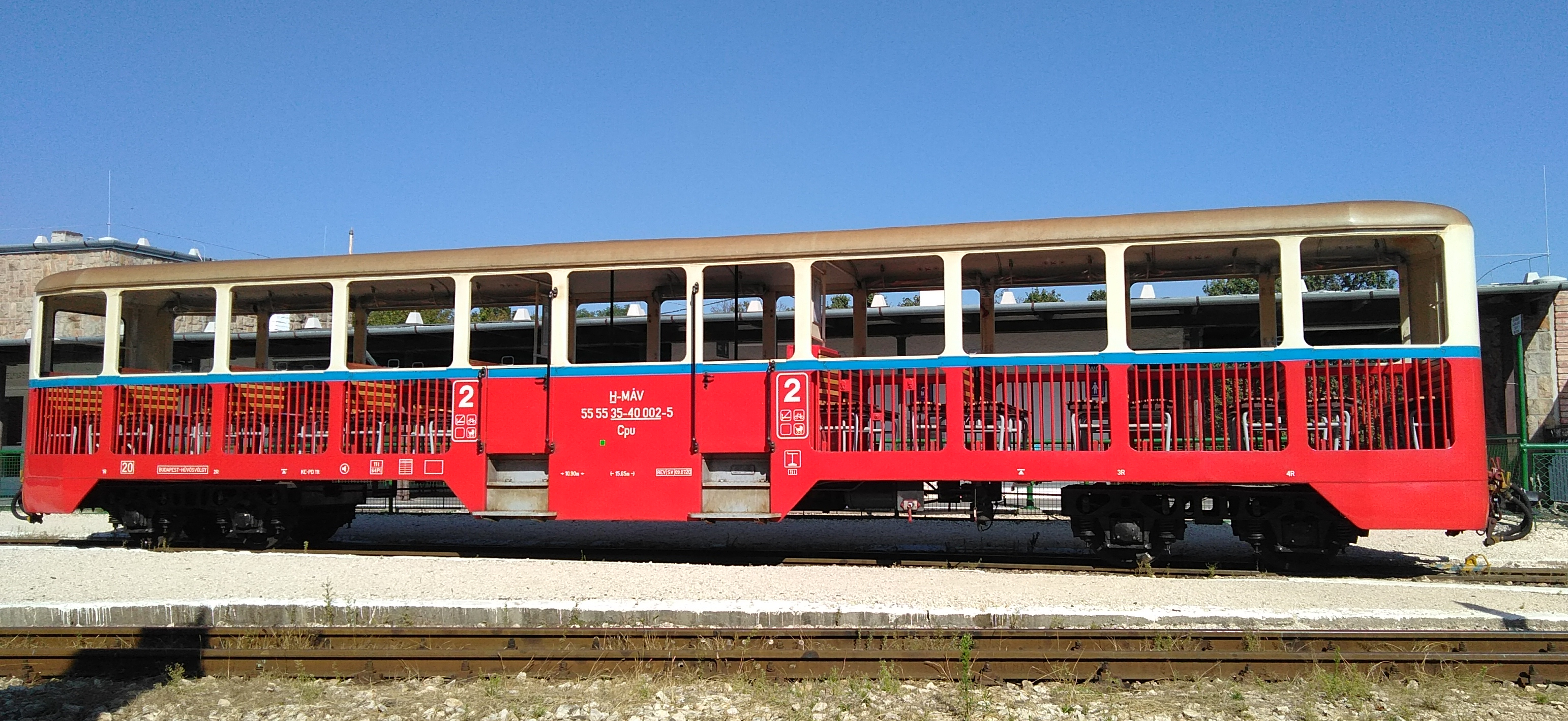
Szerelvényből kisorozott nagy kilátókocsi Széchenyihegy vasútállomáson (Cpu 35-40 sorozat)

- 8 db Bpu sorozatú személykocsi („téli kocsi˝, 1950)
- 8 db Cpu sorozatú személykocsi („nagy kilátókocsi˝, 1963)
- 1 db Ba sorozatú személykocsi („kis kilátótocsi˝, 1958)
- 1 db Ba sorozatú személykocsi („ex-kerékpárszállító kocsi˝, 1960)
- 2 db Baw-gg sorozatú kerékpár- és babakocsiszállító személykocsi (1960)
- 3 db Baw-g típusú személykocsi („nosztalgiakocsi˝)
- BDax 41 pályaszámú poggyászteres személykocsi („postakocsi˝, 1929)
- Aax 12 pályaszámú különleges rendeltetésű személykocsi („kis szalonkocsi˝, 1929)
- 3 db Bpu sorozatú különleges rendeltetésű személykocsi („nagy szalonkocsi˝, „tárgyalókocsi˝, „erdőismereti kocsi˝)
- Bk 357 pályaszámú személykocsi („nyitott peronos kocsi˝)
- Cax 529 pályaszámú személykocsi („nyitott peronos kocsi˝)

### Egyéb járművek
- pályafenntartási célú teherkocsik: 2 db Fak sorozatú pőrekocsi, 1 db Fa-w sorozatú magas oldalfalú teherkocsi, 1 db Xg, 1 db Hak és 1 db Ha-w sorozatú zárt teherkocsi, 1 db Hak sorozatú fedett teherkocsi, 4 db Uba sorozatú zúzottkőszállító-kocsi, 1 db Ja sorozatú pőrekocsi (tűzvédelmi célú víztartály és homok van rajta elhelyezve), 2 db UBN sorozatú csille
- 1 db motoros pályakocsi (Pft.P.-203)
- 1 db Škoda személy-vágánygépkocsi („sínautó”)
- 1 db kézihajtány
- 2 db R sorozatú személyszállításra berendezett cukorrépa-szállító lóré
- 1 db M495 (M4) keskeny nyomtávolságú, dízel-villamos meghajtású mozdony (üzemképtelen, darabokra szedve várja a sorsát)

## Egykori járművek
- Camot 001 "Kis piri" motorkocsi
- M295, 5002 psz-ú zöld színű diesel-villamos mozdony[15]
- Mk48 sorozatú dízelmzdonyok (2005, 2036, 2038)
- Camot 285,502 és 503 psz-ú motorkocsik
- Bamot 801 psz-ú motorkocsi
- 490-es sorozatú gőzmozdonyok (044, 049, 053)
- C50, 3703 dízelmzdony
- Kv-01 pályaszámú aláverőgép
- Mk45, 2007, 2008, 2009 és 2010 dízelmzdonyok
- ABmot 001-es motorkocsi

## Balesetek
A Gyermekvasúton csak ritkán történt kisebb baleset, komolyabb személyi sérülés nélkül: 2010 februárjában az Ordas úti átjáróban egy személyvonat egy autóval ütközött össze, az autó egyik utasa könnyebben megsérült, 2015. április 7-én pedig kisiklott a 30233 számú vonat mozdonya (Mk45 2002) a Jánoshegy és Szépjuhászné között, személyi sérülés nem történt. Nagyjából egy hónappal később, május 12-én a 30118. számú vonat utolsó kocsija siklott ki ugyanott, ezért itt pályafelújítást is végeztek. A kocsiban a zárfékező, a jegyvizsgáló, és három utas utazott, személyi sérülés ekkor sem történt. Egy személyvonat siklott ki 2015. november 28-án Hárshegy és Hűvösvölgy között. A 30234 számú vonat mozdonya és első kocsija hagyta el a pályát, a négy utas (egy felnőtt és három gyermek) és a háromtagú vonatszemélyzet közül senki sem sérült meg. A baleset idején talpfacserét végeztek. 2018 májusában a Konkoly-Thege Miklós úti útátjáróban történt egy koccanásos baleset egy autóval, személyi sérülés nélkül, és a forgalom is hamarosan helyre állt.

## Biztosítóberendezés
A vasútvonalon állomástávolságú közlekedés van érvényben. A kapcsolatot egymással telefonon tartó kezelőszemélyzet tagjai a forgalmát hatféle technológiájú berendezés alkalmazásával irányítják. A változatosság fő oka a gyakorlati képzés segítése a tanfolyamok során. (Siemens-Halske, VES, reteszes, váltózáras, Dominó 55, 70)

## Képek a Gyermekvasút jelenéből

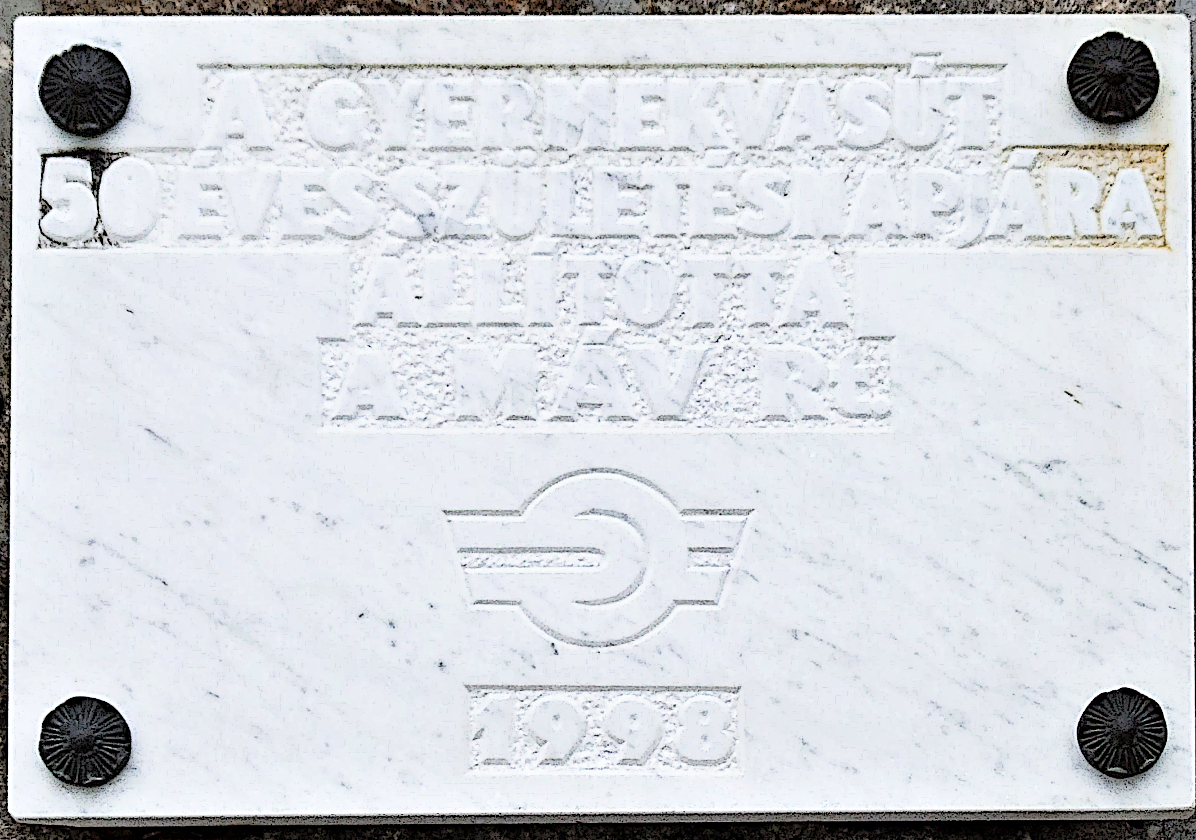
Emléktábla Széchenyihegy állomáson
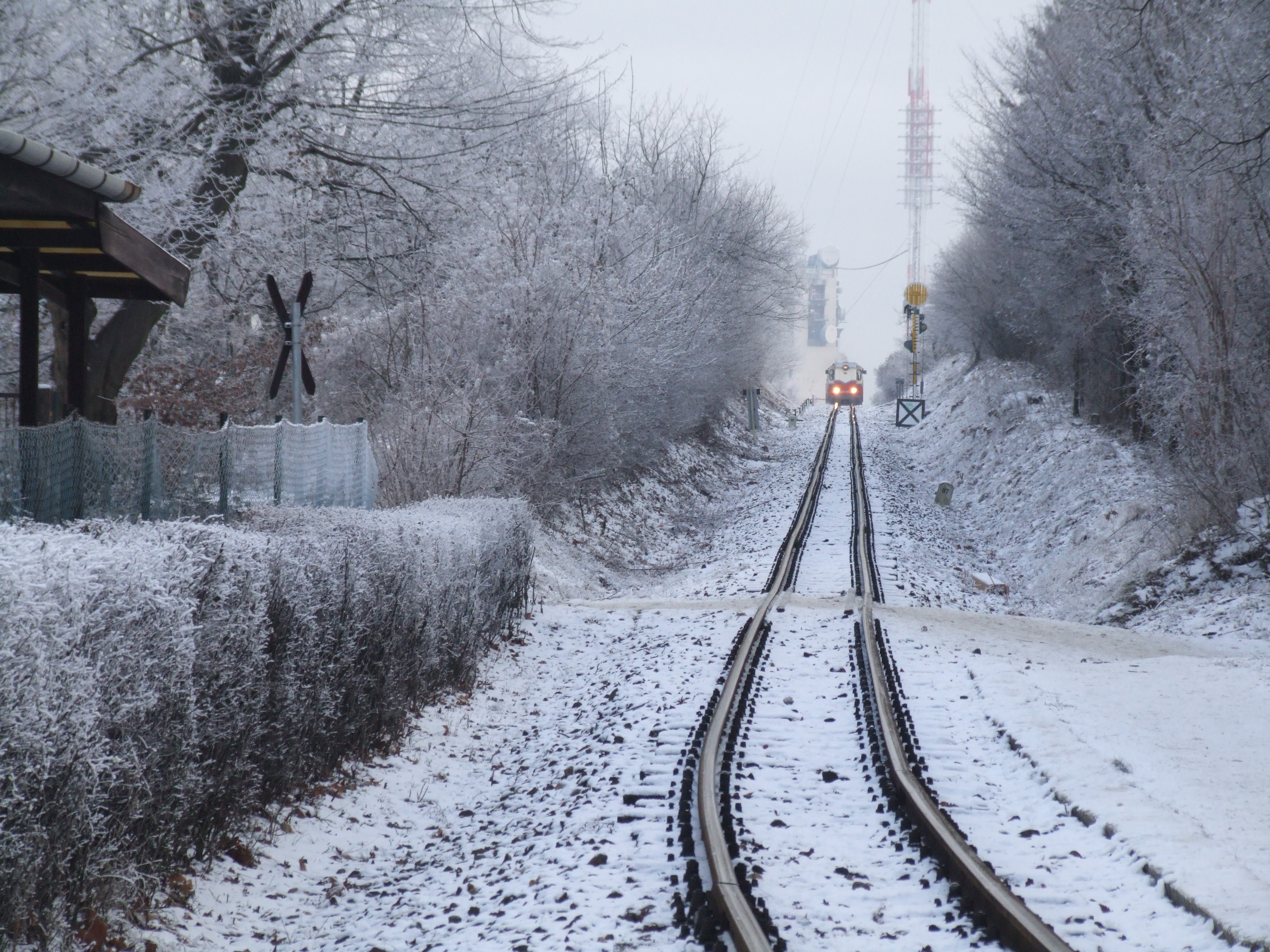
Vonat közeledik a Széchenyi-hegy fennsíkján a bevágásban Normafa megállóhelyhez, mögötte az 1958-ra elkészült tévétoronnyal
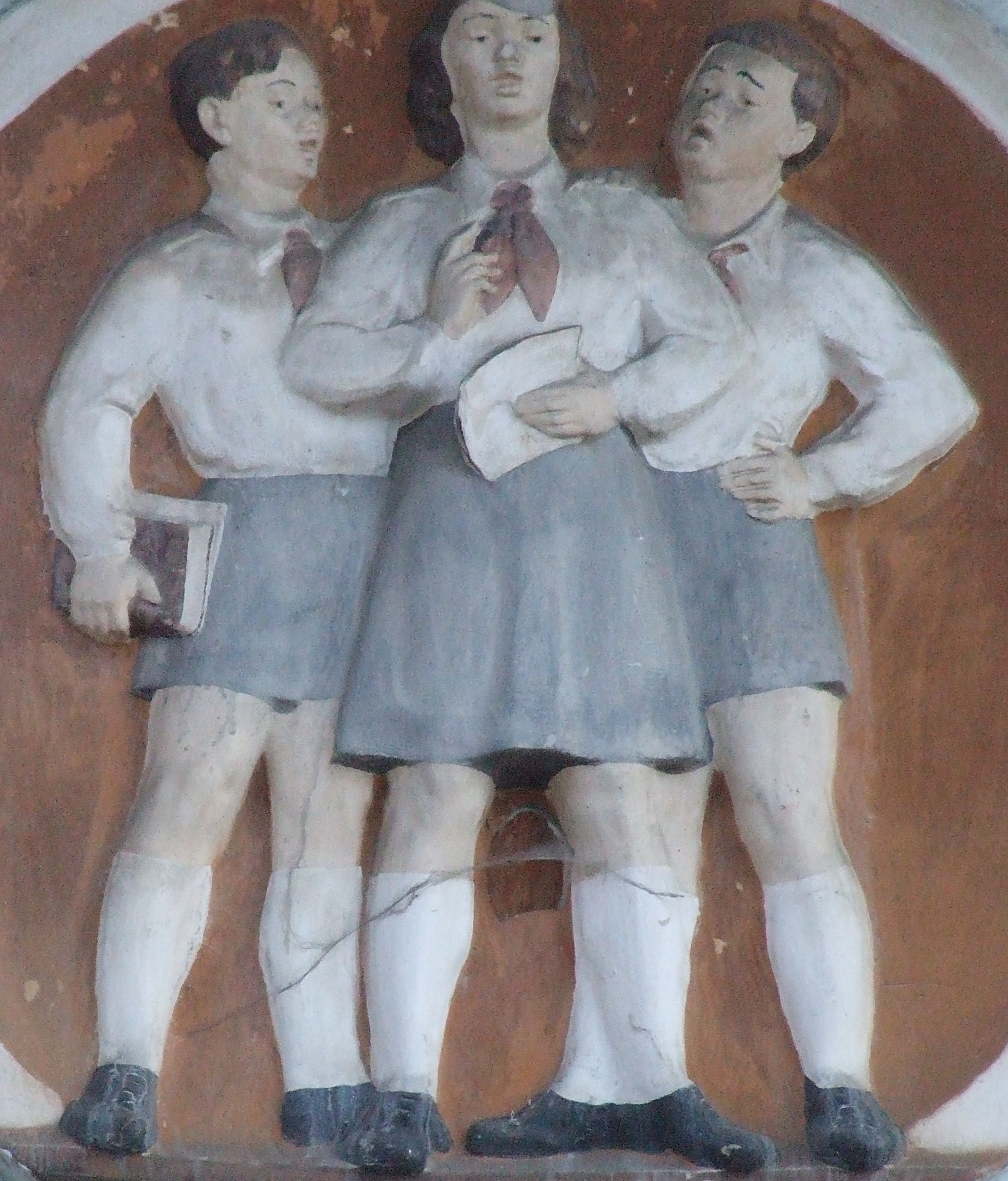
Dombormű Virágvölgy állomáson
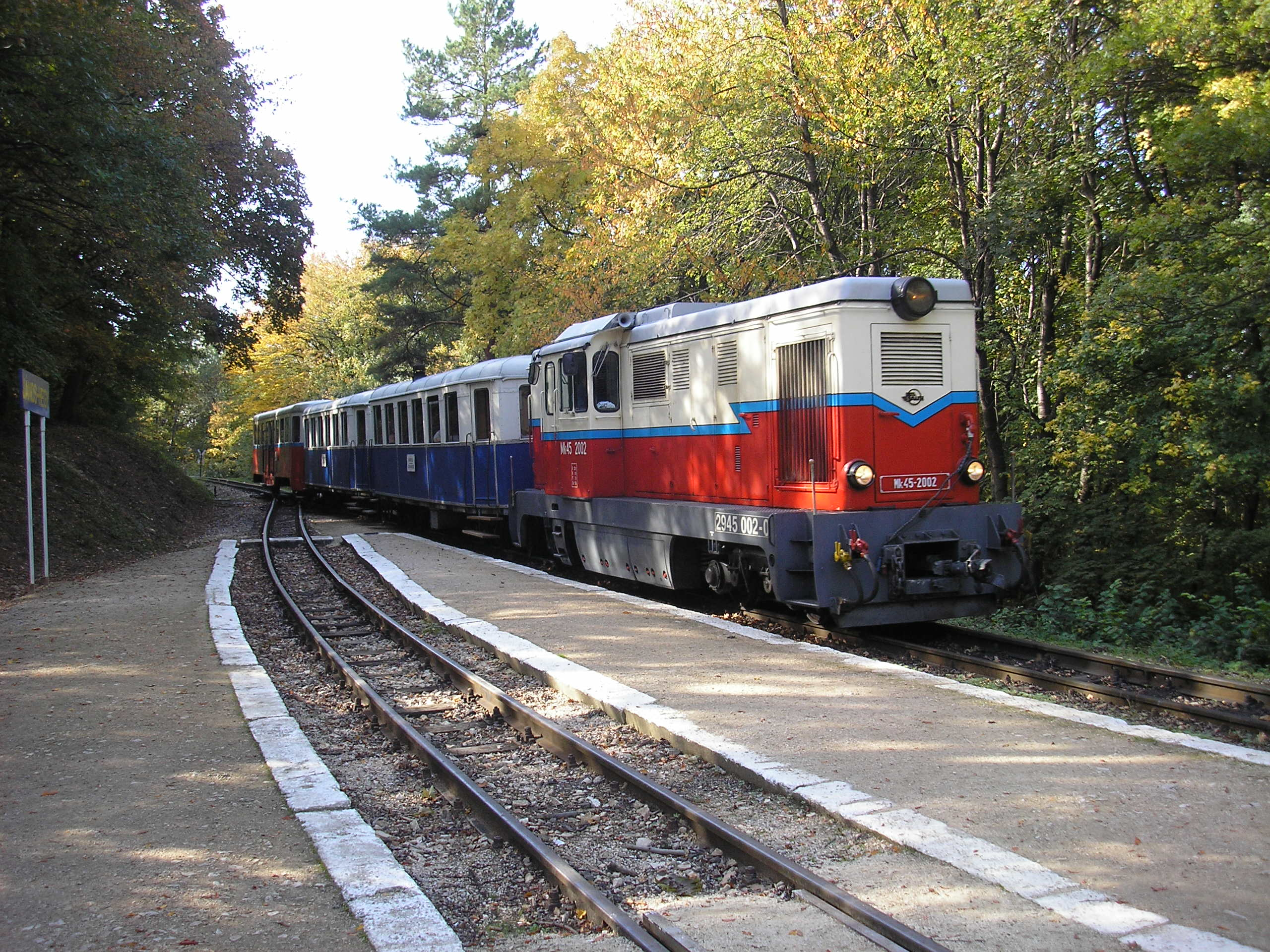
Mk45 típusú mozdony Jánoshegy állomáson
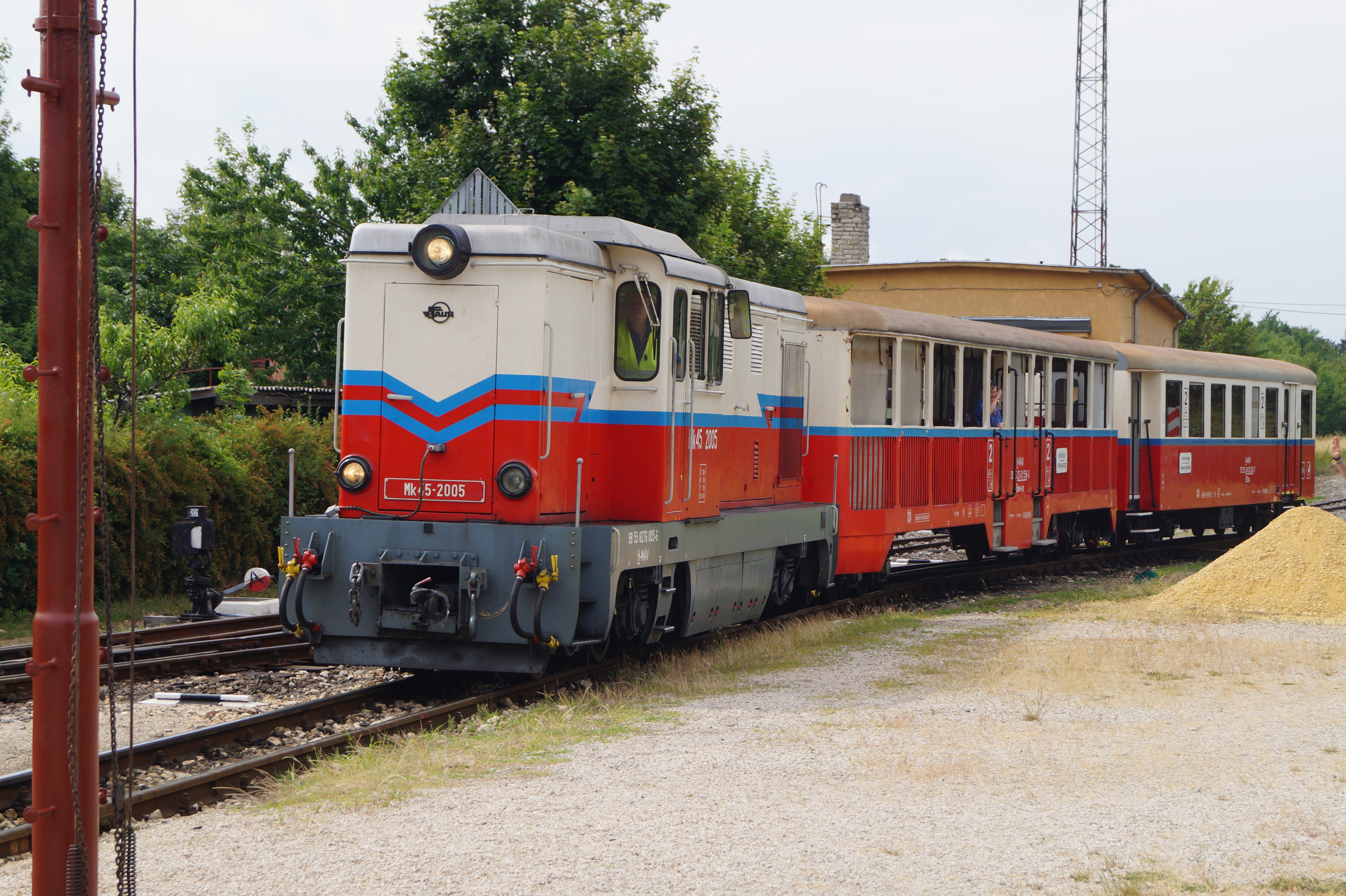
Személyvonat érkezik Széchenyihegy állomásra
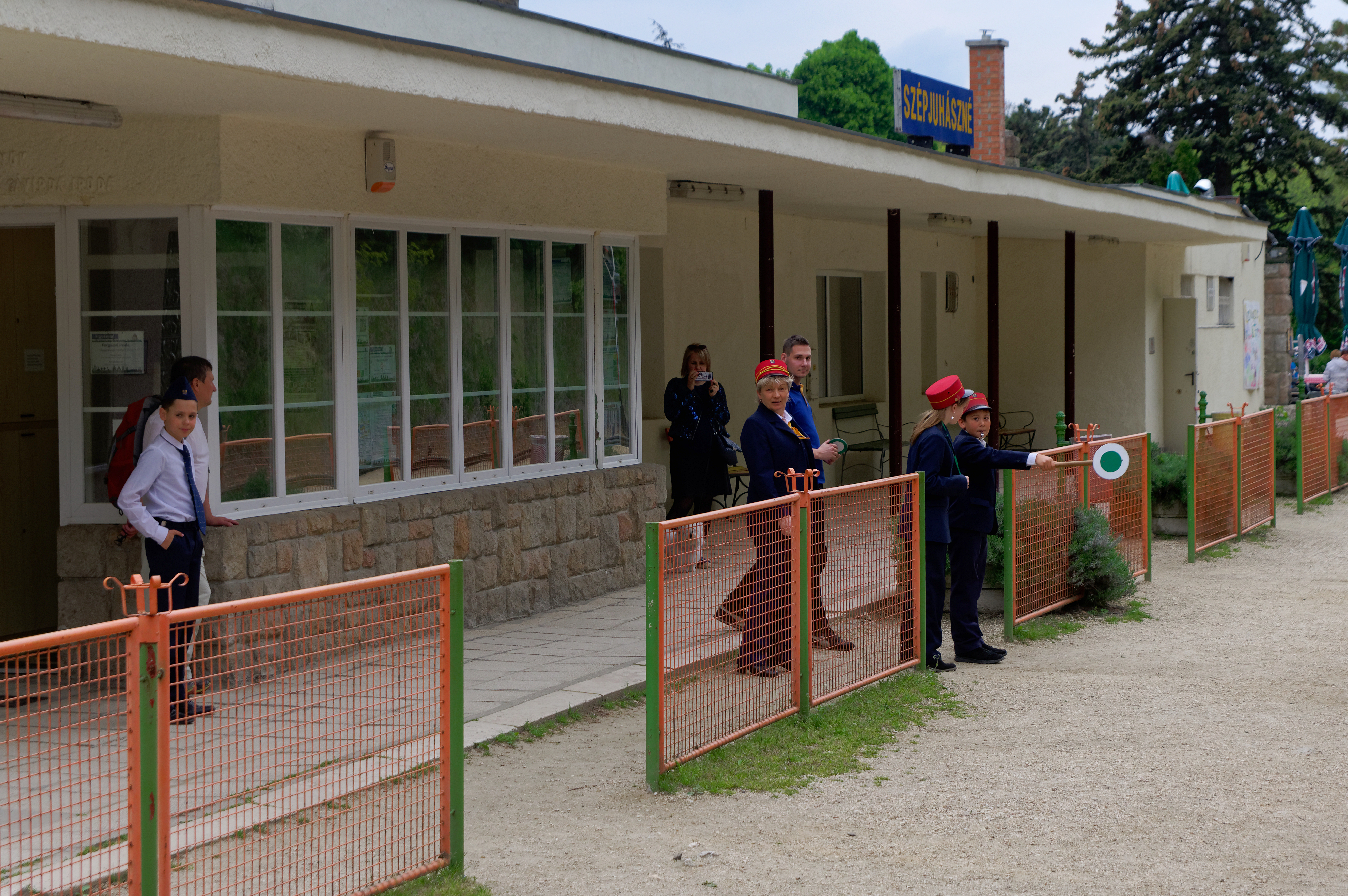
Személyvonat menesztése Szépjuhászné állomásról
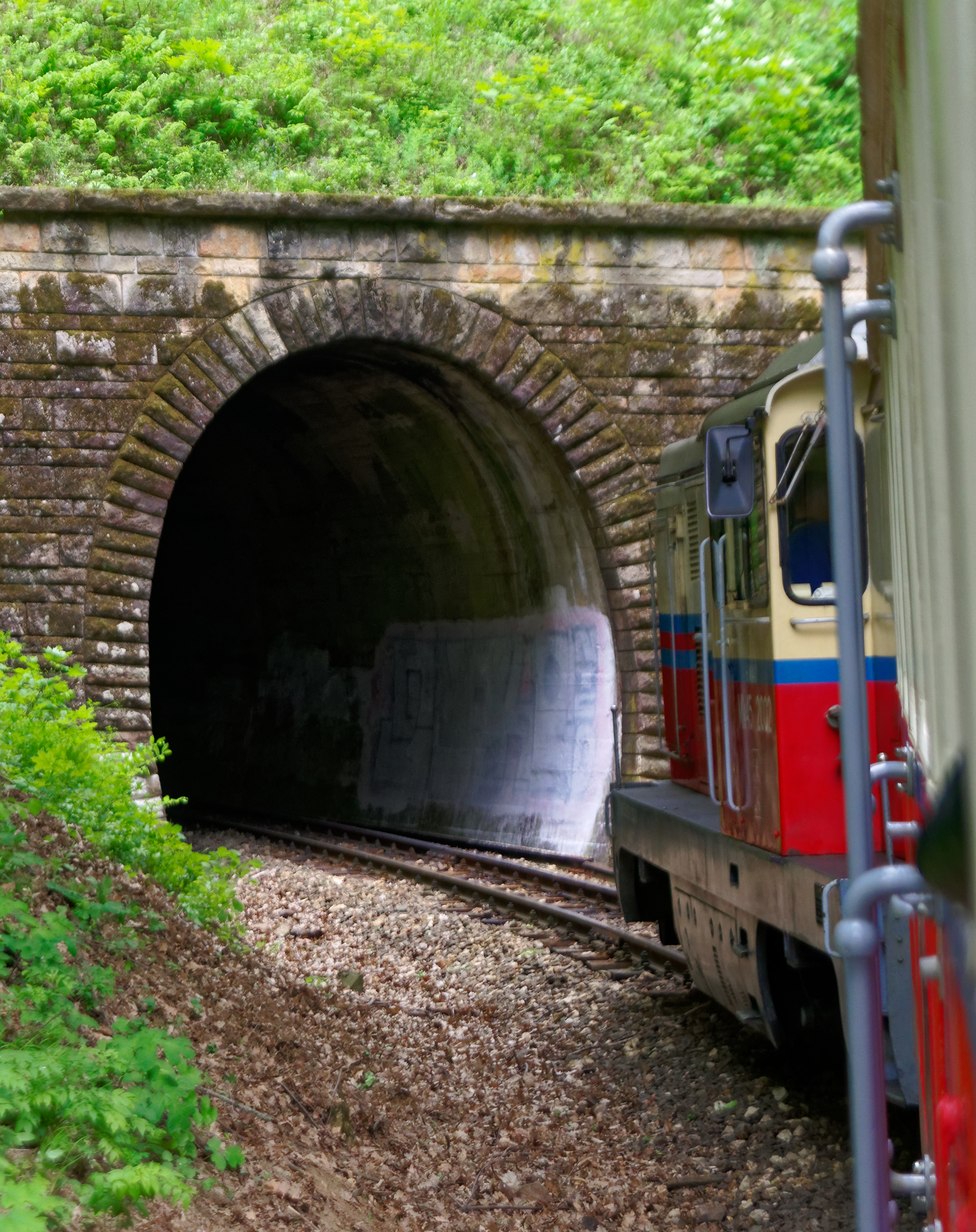
Alagút a Hárs-hegy alatt
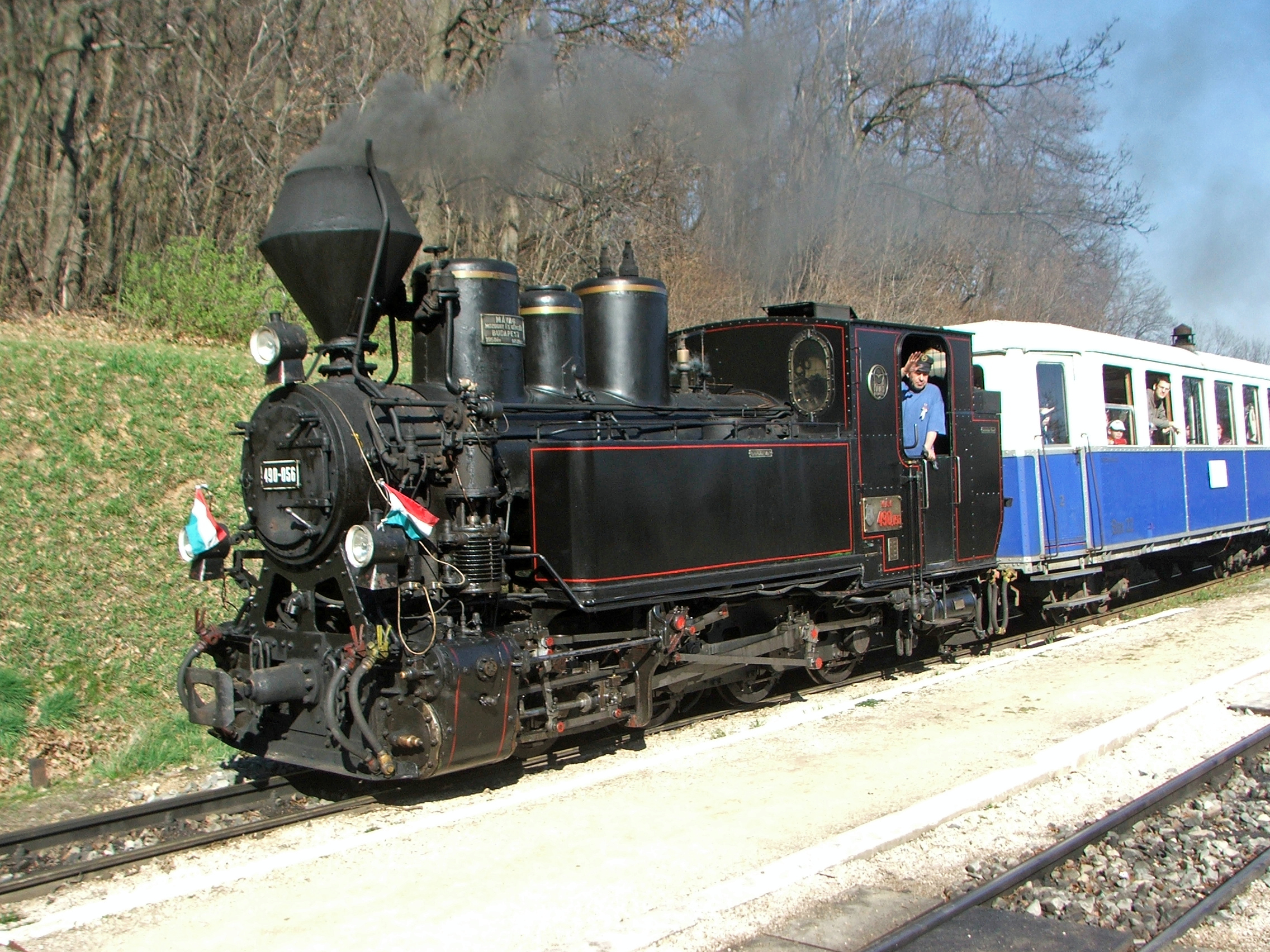
Gőzvontatású nosztalgiavonat a 2000-es évek elején Szépjuhászné állomáson